# Mesosemia menoetes
Mesosemia menoetes är en fjärilsart som beskrevs av William Chapman Hewitson 1859. Mesosemia menoetes ingår i släktet Mesosemia och familjen Riodinidae. Inga underarter finns listade i Catalogue of Life.

## Bildgalleri

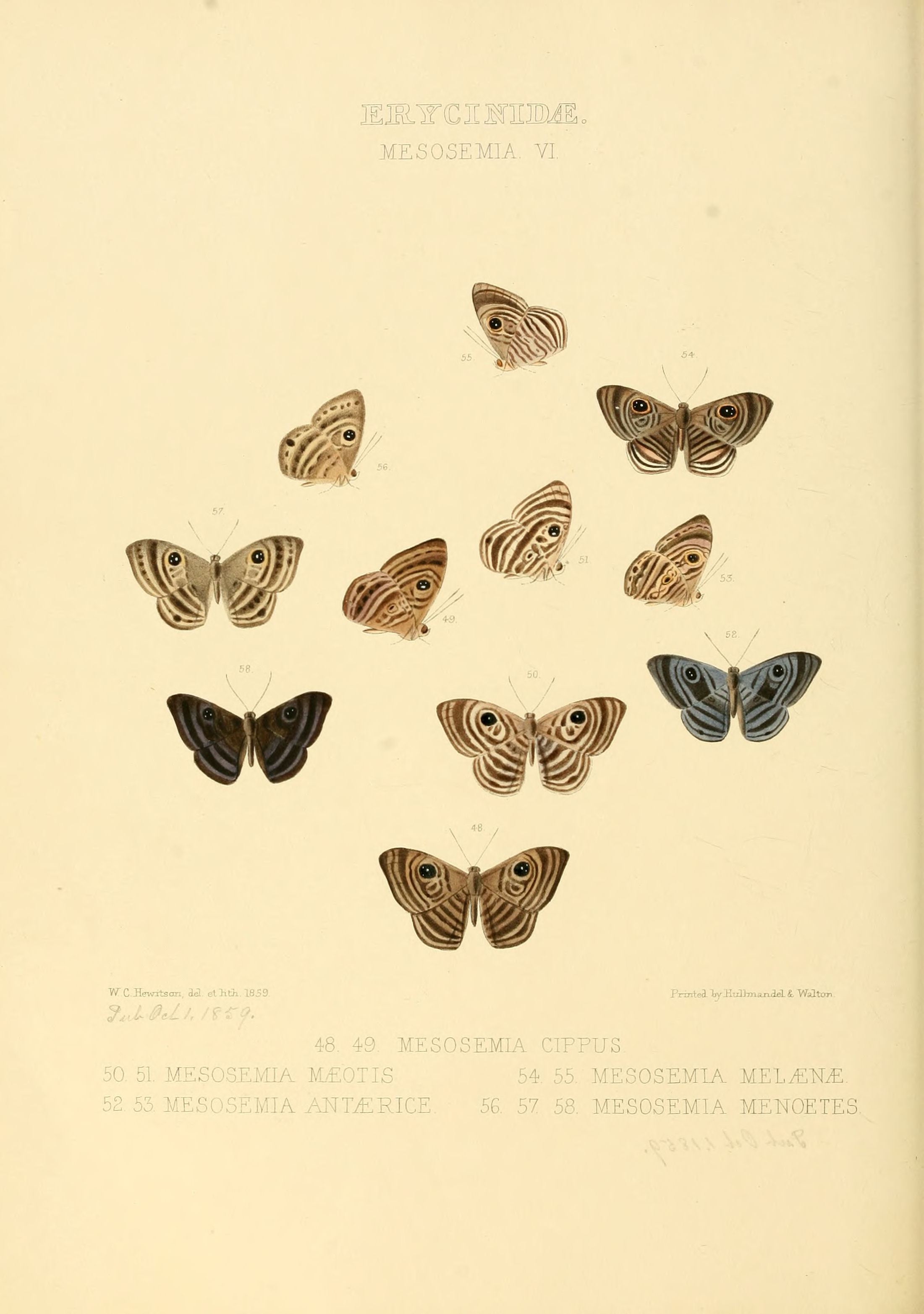